# Magdeburgisches Husaren-Regiment Nr. 10

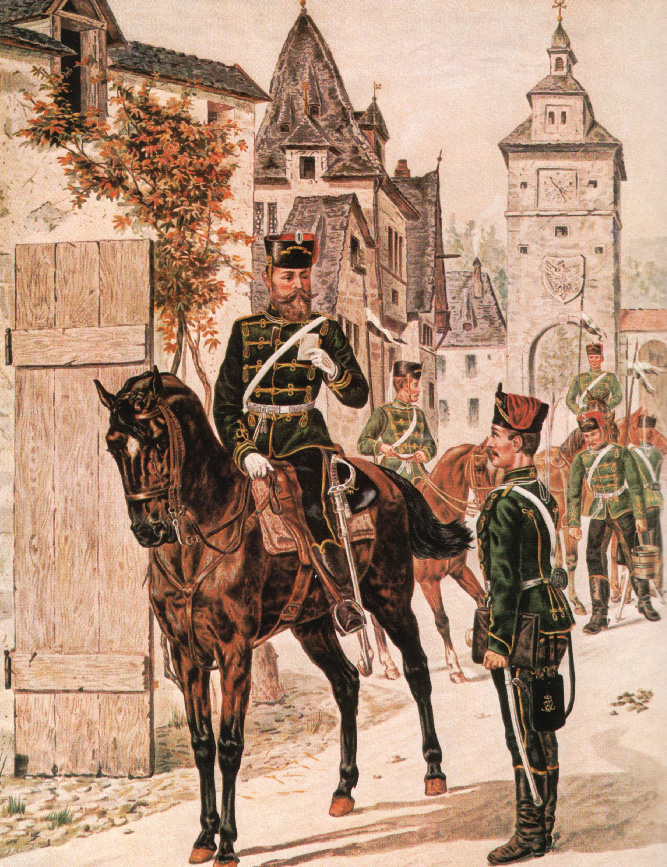
Wachtmeister und Husar, Illustration von Georg Arnould, um 1890

Das Magdeburgische Husaren-Regiment Nr. 10 war ein leichter Kavallerieverband der Preußischen Armee. Es wurde 1813 in den Befreiungskriegen als  Freiwilliges Elb-National-Husaren-Regiment aufgestellt und 1815 als 10. Regiment in die preußischen Husaren übernommen. Bis 1884 war seine Garnison Aschersleben, dann Stendal.

## Geschichte

### Aufstellung als Elb-National-Husarenregiment

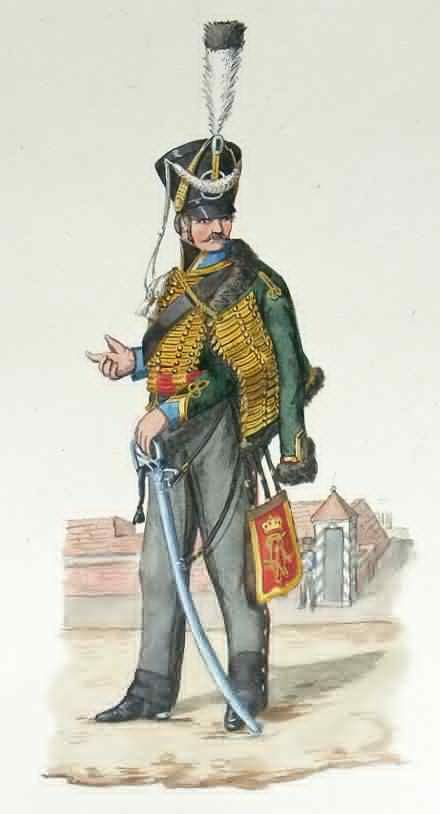
Uniform des Elb-National-Husarenregiments von 1813–1815. Aquarell

Am 17. Oktober 1813 baten der Anhalt-Bernburgische Amtsrat Breymann und andere patriotisch gesinnte ehemalige preußische Offiziere König Friedrich Wilhelm III., der Errichtung eines Husaren-Regiments aus Freiwilligen zuzustimmen. Der Bitte wurde am 28. Oktober entsprochen und durch  Allerhöchste Kabinetts Ordre wurde für den 19. November 1813 die Errichtung des Regiments angeordnet. Der Tag wurde später auch als Stiftungsdatum des Regiments festgelegt.
Die Uniform wurde vom Militärgouvernement zu Halle (Saale) festgelegt. Jeder Freiwillige, der den „Grünen Husaren“ beitrat, musste aus eigenen Mitteln ein Pferd ins Regiment bringen. Wer das nicht konnte, musste wenigstens 25 Taler zahlen. Der Amtsrat Breymann stellte dem Regiment 20.000 Taler zur Verfügung.
Geplant war ein Regiment, bestehend aus vier Eskadronen zu je 150 Pferden. Drei dieser Eskadrons sollten in Aschersleben errichtet werden, die vierte in Salzwedel. Diese Eskadrons waren auch relativ schnell gebildet, denn das Regiment hatte regen Zulauf. Als Garnison wurde Aschersleben zugewiesen, womit die Tradition des Ortes als Kavalleriestandort (zuvor: Quitzow-Kürassiere und 1. Westfälisches Kürassier-Regiment) fortgesetzt wurde. Im Volksmund wurde das Regiment aufgrund seiner Uniformfarbe auch als „Grüne Husaren aus Aschersleben“ bezeichnet.
Am 25. November 1813 waren schon 324 Freiwillige zusammengekommen und am Ende des Jahres waren die Aschersleber Eskadrons vollzählig. Zum einstweiligen Kommandeur wurde der Rittmeister Wilhelm von Breymann ernannt. Durch Kabinettsorder vom 20. Februar wurde der Major August Ludwig von Ledebur vom Regiment der Gardes du Corps zum Regimentskommandeur bestimmt. Das Regiment bestand zu diesem Zeitpunkt aus 750 Freiwilligen. Nach der vollständigen Ausrüstung mit englischen Waffen meldete sich das Regiment am 1. April 1814 einsatzfähig. Kurze Zeit später nahm es bereits an der Belagerung von Magdeburg teil.

### 1814
Die erste Bewährungsprobe hatte das neugebildete Regiment mit dem Einsatz vor Magdeburg. Das Regiment wurde zu fünf Husaren- und zwei Jägereskadronen formiert. Die beiden Jäger-Eskadronen befanden sich seit Februar 1814 zusammen mit anderen preußischen Truppen vor der Stadt, die damals noch von den Franzosen besetzt war.
Am Morgen des zweiten Aprils drängten die Franzosen die Eskadronen und andere Vorposten zurück. Die Ortschaften an der Chaussee von Magdeburg nach Halle wurden alle von den französischen Truppen besetzt. Nun wurden weitere preußische Truppen, unter ihnen die fünf Aschersleber Husareneskadronen, alarmiert. Ihnen gelang es, die Franzosen aus den Ortschaften zu vertreiben und einige Gefangene zu machen. Im Anschluss nahmen auch die Aschersleber Eskadronen an der weiteren Belagerung Magdeburgs teil. Nach der Abdankung Napoleons am 6. April 1814, dauerte es noch bis zum 27. April 1814, ehe die Stadt Magdeburg von den Franzosen übergeben wurde. Das Elb National Husaren-Regiment zog mit in die Stadt ein. Die beiden Jäger-Eskadronen wurden danach aufgelöst und der Rest des Regiments zog wieder zurück in die Garnison.
Im Juni 1814 wurde das Regiment nach Westfalen abkommandiert, wo es unter Führung des Generals Tauentzien stand. Es war im Raum Minden, Ravensberg und Lippstadt stationiert, später verlegte es in die Gegend von Höxter und Herford. Ab November war das Regiment im Königreich Sachsen eingesetzt. Die 5. Eskadron wurde im April 1815 an das Kürassierregiment Nr. 8 abgegeben. Die Übernahme des Regiments in die Linienkavallerie erfolgte am 25. Mai 1815 und es erhielt nun den Namen „10. Husaren-Regiment“.

### 1815
Nach der erneuten Machtübernahme Napoleons am 1. März 1815 in Frankreich, erfolgte am 15. April 1815 die Mobilmachung des Husaren-Regiments, das zur Reserve-Kavallerie des Prinzen Wilhelm von Preußen, innerhalb des IV. Armee-Korps, unter Führung des Generals der Infanterie Bülow abgestellt wurde.
Diese Preußische Armee marschierte über Wetzlar und Koblenz nach Belgien. Am 15. Juni trafen die Streitkräfte bei Ligny auf die französische Armee.
Am 15. Juni bezog es bei Hanaut ein Biwak und am 17. Juni erhielt die Einheit den Befehl, mit zwei Bataillonen und einer halben Batterie, die Nachhut des IV. Armee-Korps zu bilden. Sie erreichten die Ortschaft St. Guibert ohne Feindberührung. Die 3. und 5. Eskadron bildeten die äußerste Vorposten. Starke französische Einheiten zwangen die Arriere-Garde unter Befehl von Oberstleutnant Ledebur, zum Rückzug nach Wavre. Der Rückzug der Infanterie wurde mit durch das 10. Husaren-Regiment gedeckt, danach folgte das Regiment dem IV. Armee-Korps durch Wavre nach Chapelle-Lambert. Hier erhielt das Regiment der Befehl, den Ort zu sichern, da französische Kavallerie den Fluss Dijle zu überschreiten versuchte. Dadurch wurde das Regiment nicht in der Schlacht bei Waterloo eingesetzt. Dennoch gab es einige Verluste: drei Unteroffiziere, 18 Husaren und 28 Pferde.
Die Reserve-Kavallerie erhielt nun den Befehl, mit einem Bataillon die Verbindung zur 1. Armee aufrechtzuerhalten und nach Paris vorzustoßen. Am 1. Juli wurde die Seine überschritten und bei Versailles ein Lager aufgeschlagen. Nach erfolgtem Waffenstillstand mit Frankreich am 9. Juli 1815 zogen die Truppen der Allianz in Paris ein. Die Aufgaben des Regimentes bestanden darin, die Nationalgarden zu entwaffnen und die Ordnung aufrechtzuerhalten.
Anfang November erfolgte der Rückmarsch und am 28. Dezember wurde Aschersleben erreicht. Für ihr Verhalten während der Kampfhandlungen wurden der Rittmeister von Hagen, ein Unteroffizier und vier Husaren mit dem Eisernen Kreuz II. Klasse ausgezeichnet.
Als vorläufige Standquartiere wurden der 2. Eskadron Egeln und Tarthun sowie der 4. Eskadron Cochstedt, Börnecke und Schneidlingen zugewiesen. Die 1. und 3. Eskadron wurden wieder in Aschersleben untergebracht.

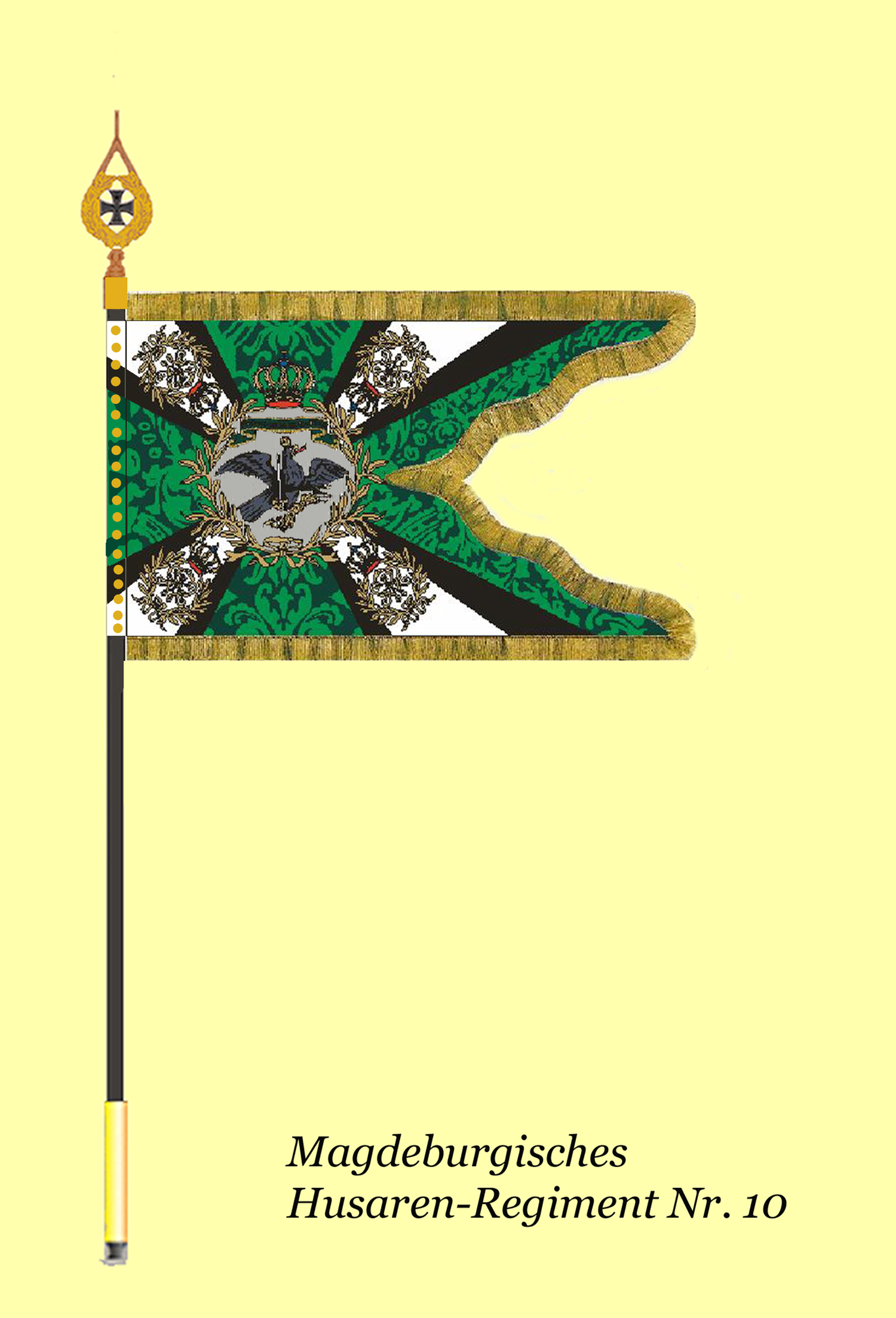
Linienstandarte ab 1816

### 1816 bis 1866
1816 erhielt das Husaren-Regiment als Würdigung für hervorragenden Kampf gegen die Armeen Napoleons, die in Gold gestickte Linienstandarte. Des Weiteren wurde im selben Jahr die 2. Eskadron nach Aschersleben verlegt, die 4. Eskadron ging nach Oschersleben, Garnison auf der Festung, der heutigen Burg Oschersleben.
Vom 5. November 1816 bis zum 9. März 1823 führte das Regiment den Zusatz „(1. Magdeburgisches)“, am 10. März 1823 erhielt es den Namen „10. Husaren-Regiment“, der Zusatz Magdeburgisches entfiel zunächst. In den Friedensjahren um 1827 engagierte sich Rittmeister Thadden intensiv um Verschönerungen in Aschersleben und deren Umgebung und wurde deshalb zum ersten Ehrenbürger der Stadt ernannt. Als im Jahre 1830 ein verheerendes Hochwasser die Stadt Aschersleben heimsuchte, wurden durch den Einsatz der Husaren zudem zahlreiche Menschen gerettet. Ab dem Jahre 1843 wurde der regierende Herzog Wilhelm (Braunschweig) durch Ernennung Königs Friedrich Wilhelm des IV. zum Regimentschef.
Zur Herstellung der inneren Ordnung und Sicherheit wird das Regiment in der März-Revolution 1848 in Magdeburg eingesetzt.
Nach den revolutionären Aufständen im Kurfürstentum Hessen, marschierte das Regiment im Jahre 1850 unter Fürst Radziwill nach Hessen ein, ohne dass es dabei zu Kampfhandlungen kam. Berühmt wurde dabei der Schimmel von Bronnzell.
Am  7. Mai 1861 erhielt das Regiment im Zuge der Roonschen Heeresreform seinen endgültigen Namen Magdeburgisches Husaren-Regiment Nr. 10.
Die Stadt Aschersleben richtete im Jahre 1862 im damaligen Zeughaus eine Kantine ein, die später zum Offizierskasino wurde. Die Stadt fühlte sich ihren Grünen Husaren weiterhin sehr verbunden und so richtete man im Jahre 1863 eine große Festveranstaltung zum 50-jährigen Bestehen des Regiments in Aschersleben aus.
Als es im Jahre 1866 zum Krieg zwischen Preußen und Österreich kam, rückte die Husaren unter großer Anteilnahme der Bevölkerung aus. Unter dem Oberst Besser zeichnet sich das Regiment in den Schlachten von Münchengrätz, Gitschin, Königgrätz und Pressburg-Blumenau aus.
Nach diesem Feldzug gegen Österreich erhielt das Regiment am 3. März 1867 feierlich das Band mit dem Erinnerungskreuz. Zwischen 1866 und 1870 wurde eine fünfte Eskadron aufgestellt.
Im Deutsch-Französischen Krieg von 1870/71 war das Regiment an zahlreichen Gefechten (Weißenburg, Wörth und Spichern) beteiligt. In der Schlacht von Mars-la-Tour ritt es bei Vionville eine Attacke. Als die deutschen Truppen Paris eingeschlossen hatten, war das Regiment den Belagerungstruppen zugeteilt. Am 20. Juni 1871 kehrten die Husaren nach Aschersleben zurück.
Bis zur Beurlaubung vom 15. Juni 1882 und Versetzung am 12. Dezember 1882 zum Husarenregiment Nr. 13 wurde die 1. Eskadron des Regiments vom Rittmeister Gerd von Rundstedt geführt, dem Vater des späteren Generalfeldmarschalls Gerd von Rundstedt.
1884 wurde das Regiment nach Stendal verlegt. Hier konnte auch im Jahre 1905 eine neuerbaute Kaserne bezogen werden.
1900 waren Angehörige des Regiments dem Ostasiatischen Expeditionskorps (Boxeraufstand) in China zugeteilt. Ebenso verstärkte ein Detachement der Husaren in den Jahren 1903–1904 die deutschen Truppen in Deutsch-Südwest-Afrika anlässlich des dort ausgebrochenen Aufstandes.

### 1914 bis 1920

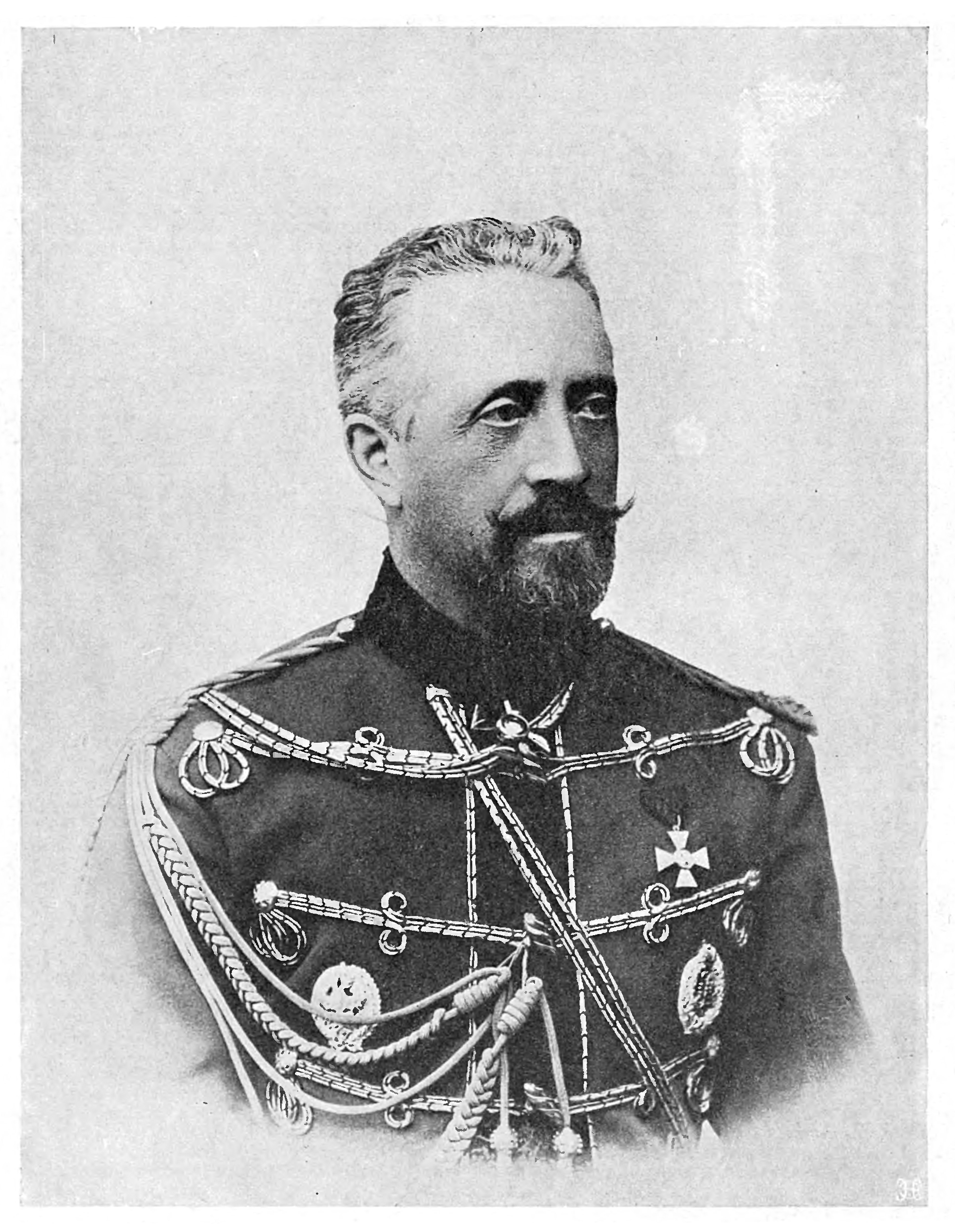
Großfürst Nikolai Nikolajewitsch der Jüngere, Chef des Regiments

Bei der Mobilmachung im Juli 1914 wurde das Regiment auf sechs Eskadronen verstärkt und in zwei Halbregimenter zu je drei Eskadronen aufgeteilt. Nach anfänglichen Gefechten im Gebiet der belgischen Grenze rückten die Husaren in das Landesinnere vor und nahmen am 20. August 1914 an der Einnahme von Brüssel teil. Im Zuge der allgemeinen Vorwärtsbewegung erreichte das Regiment die Marne, musste sich jedoch ab dem 9. September (Rückzugsbefehl) an der Aisne entlang bis Soissons zurückziehen. Anschließend nahm das Regiment am sog. „Wettlauf zum Meer“ teil, um dann bereits Mitte Oktober 1914, zunächst ohne die Pferde abzugeben, im Stellungskampf eingesetzt zu werden. Die Einheiten des Regiments verblieben das ganze Jahr 1915 über an der Westfront im Bereich des IV. Armee-Korps. 1916 wurden die Halbregimenter wieder aufgelöst und die einzelnen Eskadronen auf Infanterie-Divisionen aufgeteilt, wo sie ihrer ursprünglichen Aufgabe im Melde- und Nachrichtendienst nachkamen. Das Jahr 1917 brachte die Abgabe der Pferde und die Umwandlung in ein Kavallerie-Schützen-Regiment. Die 3. und 6. Eskadron wechselte jedoch vorher vorübergehend zur Ostfront. Hier kämpften die Husaren in Ostgalizien, der Bukowina und in den Karpaten. Im Jahre 1918 kämpften die einzelnen Eskadronen, auf verschiedenen Infanterie-Einheiten verteilt, in den Abwehrschlachten der Westfront. Im Dezember 1918 trafen die Reste des Regiments in ihrer Garnison Stendal ein, wo im Februar 1919 die 1., 3. und 5. Eskadron aufgelöst wurden. Die 2. und 4. Eskadron waren in Freiwilligen-Eskadronen umgewandelt worden, die in Oberschlesien gegen die polnischen Insurgenten kämpfen sollten. Dazu kam es jedoch nicht mehr und die beiden Eskadronen löste man bereits 1920 wieder auf.
Die Tradition übernahm in der Reichswehr die 3. Eskadron des 3. (Preuß.) Reiter-Regiments in Stendal.

### Uniform
Das Regiment trug bereits als Freiwilligenverband eine an den Stil der Linienhusaren angelehnte Uniform. Dolman, Pelisse waren dunkelgrün mit gelber Verschnürung. Kragen und Ärmelaufschläge waren in hellblauer Abzeichenfarbe.  Als 1845 die waffenrockartige Attila den Dolman ersetzte, entfiel der Mente und die Abzeichenfarbe wurde pompadurrot. Der Tschako wich 1845 vorübergehend der Flügelkappe, wurde aber wenig später durch  einen Kolpak aus Seehundfell mit einem Beutel in Abzeichenfarbe ersetzt. Die Mütze war mit Schuppenketten aus Tombak und einem fliegenden Bandeau auf der Vorderseite mit der Inschrift: Mit Gott für König und Vaterland ausgestattet. Dazu ein weißes Bandelier mit schwarzer Kartusche, Säbeltasche und Lanze.
In Deutschland verordnete Kaiser Wilhelm II um 1890 der gesamten Kavallerie die Lanze. Die Lanzenflaggen der Mannschaften waren weiß-schwarz, die der Unteroffiziere weiß mit einem schwarzen preußischen Adler.
Bereits mit A.K.O. vom 14. Februar 1907 befohlen und ab 1909/1910 schrittweise eingeführt, wurde anlässlich des Kaisermanövers 1913 die bunte Uniform erstmals durch die feldgraue Felddienstuniform (M 1910) ersetzt. Diese glich vollkommen der Friedensuniform, die Verschnürungen waren jedoch in grau gehalten. Das Lederzeug und die Stiefel waren naturbraun, die Pelzmütze wurde durch einen schilffarbig genannten Stoffüberzug bedeckt. Das Bandelier und die Kartusche wurden zu dieser Uniform nicht mehr angelegt.

### Aufnahme in die preußische Armeemarschsammlung
Das Regiment ist durch seinen Trabmarsch seit 1843 in der Armeemarschsammlung vertreten (Nr. III,32: Trabmarsch des Husaren-Regiments 10, komponiert von F. Münter). Münter war von 1841 bis 1871 Stabstrompeter des Regiments, dem er 1843 diesen Trabmarsch schenkte. Münter war mehrfach für sein Regiment kompositorisch tätig und lebte nach Ausscheiden aus dem Dienst als Musikdirektor in Aschersleben. Sicherlich hat der aus Aschersleben stammende preußische Garde-Musikdirektor Wilhelm Wieprecht zum Bekanntwerden und der Aufnahme in die Armeemarschsammlung beigetragen.
Bis 1914 benutzten die Feldartillerie-Regimenter Nr. 35 in Deutsch-Eylau und 54 in Küstrin den Marsch auf Paraden im Trab. Der Militärmusikhistoriker Joachim Toeche-Mittler (1906–1996) bezeichnete das Stück als einen famosen Rhythmus für den Dienstgebrauch.

### Regimentskommandeure
| - 1814 Major August Ludwig von Ledebur - 1830 Ludwig Roth von Schreckenstein - 1838 Leopold Schach von Wittenau - 1845 Friedrich Adolf von Willisen - 1848 Georg von Oppen - 1853 Carl von Podewils - 1855 Emil zu Dohna-Schlodien - 1857 Hermann von Alvensleben - 1858 Eduard von Reiman | - 1860 Hermann von Besser - 1867 Adolf von Weise - 1872 Friedrich von der Decken - 1880 Oskar von Wrangel - 1881 Woldemar von Troschke - 1883 Clemens von Poncet - 1885 Wilhelm von Restorff - 1888 Hans von Thümen - 1891 Gustav Bogislaw von Bonin | - 1895 August von Festenberg - 1900 Otto von Schwerin - 1900 Alfred von Kühne - 1905 Klaus von Bismarck - 1907 Robert von Kap-Herr - 1911 Walter Treusch von Buttlar-Brandenfels - 1914 Georg von Jagow (mit der Führung beauftragt) - 1916 Alfred von Krüger - 1918 Kurt Krahmer |  |